# Acuerdo Blum-Byrnes
El acuerdo Blum–Byrnes fue un acuerdo comercial entre Francia y Estados Unidos que se aprobó el 28 de mayo de 1946. En base al texto se eliminaban las restricciones comerciales sobre los productos estadounidenses —especialmente el cine— a cambio de una quita de la deuda francesa y de ayudas para la reconstrucción tras la Segunda Guerra Mundial. El nombre del tratado responde a sus firmantes: Léon Blum, presidente de Francia, y James F. Byrnes, secretario de Estado de los EE. UU., si bien el economista Jean Monnet jugó un papel fundamental en su diseño.

## Historia
Desde 1936, el gobierno francés protegía a la industria cinematográfica nacional con una cuota de importación que restringía las obras extranjeras. En los primeros cuatro años el límite era de 188 películas extranjeras por año, y durante la ocupación nazi solo podía exhibirse cine de las potencias del Eje. Al término de la Segunda Guerra Mundial la economía francesa estaba sumida en la recesión, pero el sector cinematográfico era el segundo que más empleo aportaba.
Para reconstruir la economía nacional, el diplomático Jean Monnet negoció un acuerdo de libre mercado con el gobierno de Harry S. Truman. Los Estados Unidos condonaban 2800 millones de dólares de deuda francesa, principalmente préstamos de la Primera Guerra Mundial, y otorgaban ayudas a condiciones ventajosas, entre ellos una aportación directa de 300 millones de dólares, reembolsables en 35 años, y un préstamo bancario de 650 millones a través del Eximbank.
Como contrapartida se eliminaban varias cuotas de importación que protegían al mercado interior. La más importante fue la restricción del cine, reemplazada por una cuota de emisión: las salas francesas debían dedicar cuatro de cada trece semanas al cine francés, y el resto estaban abiertas a una libre competencia que en la práctica beneficiaba a la industria de Hollywood, pues era la mayor productora mundial de cine.
Las dudas planteadas por el sector cinematográfico francés llevaron a la creación de una institución pública, el Centro Nacional del Cine (CNC), que desde octubre de 1946 se encargaría de proteger a la industria con medidas como un impuesto sobre el precio de la entrada. En 1948 se revisaron los acuerdos para restablecer una nueva cuota de importación que limitaba las licencias extranjeras sin perjudicar a las estadounidenses.